# USS PGM-3
USS PGM-3 – kanonierka typu PGM-1, która służyła w amerykańskiej marynarce podczas II wojny światowej. Stępka pod okręt została położona 7 września 1942 roku przez Peterson Boat Works w zatoce Sturgeon w Wisconsin. Jednostkę zwodowano 12 kwietnia 1943 roku. Pierwotnie był to ścigacz okrętów podwodnych typu SC-497 i został wprowadzony do służby 17 maja 1943 roku jako USS SC-1035. 10 grudnia 1943 roku okręt przebudowano na kanonierkę typu PGM-1 i zmieniono jego nazwę na USS PGM-3. Po wojnie, 20 maja 1947 roku, kanonierkę przekazano Foreign Liquidations Commission. W lecie 1947 roku przekazano ją chińskiej marynarce.

## Służba

### Służba przed konwersją na kanonierkę
28 maja 1943 roku, rejs z Bazy Morskiej USA, Nowy Orlean, Luizjana do Centrum Treningowego Ścigaczy Okrętów Podwodnych, Miami, Floryda
29 czerwca 1943 roku, rejs z Centrum Treningowego Ścigaczy Okrętów Podwodnych, Miami, Floryda do Nassau, Brytyjskie Indie Wschodnie
5 lipca 1943 roku, rejs z Centrum Treningowego Ścigaczy Okrętów Podwodnych, Miami, Floryda do Key West, Floryda
9 lipca 1943 roku, rejs z Key West, Floryda do Zatoki Guantanamo, Kuba
28 lipca 1943 roku, rejs z Balboa, Kanał Panamski do Corinto, Nikaragua
31 lipca 1943 roku, rejs z Corinto, Nikaragua do Manzanillo, Meksyk
5 sierpnia 1943 roku, rejs z Manzanillo, Meksyk do San Diego, Kalifornia
14 sierpnia 1943 roku, rejs z San Diego, Kalifornia do San Francisco, Kalifornia
7 września 1943 roku, rejs z San Francisco, Kalifornia do Seattle, Waszyngton
13 października 1943 roku, rejs z Pier #41, Seattle, Waszyngton do Baza Sekcji Marynarki USA, Zatoka Neah, Waszyngton
19 listopada 1943 roku, rejs z Seattle, Waszyngton do San Pedro, Kalifornia

### W drodze na wyspy Treasury na Południowym Pacyfiku
23 stycznia 1944 roku, PGM-3 wraz z PGM-1, PGM-2, PGM-4, PGM-5, PGM-6, PGM-7 i PGM-8 oraz USS „Armadillo”, wypłynęły z San Pedro w Kalifornii do Pearl Harbor. Te małe okręty przebyły Pacyfik na własnych siłach, w drodze do ich celu na Wyspach Salomona. W czasie drogi pięć PGM-ów odpadło od konwoju z różnych powodów. PGM-3 był ostatnim okrętem, który odpadł. Dla dalszych informacji o podróży PGM-3 przed dotarciem do Espiritu Santo, zobacz PGM-7.
PGM-3 przybył do Espiritu Santo 14 marca 1944 r. w towarzystwie PGM-5, PGM-7 i PGM-8. Poprzedniego dnia jeden z silników okrętu zaczął dymić i został natychmiast wyłączony. Po przybyciu do Espiritu Santo silnik został przeniesiony na pokład okrętu remontowego USS „Mindanao” i 4 kwietnia został ponownie zamontowany na PGM-3. PGM-5, PGM-7 i PGM-8 wyszły z Espiritu Santo 15 marca, zostawiając PGM-3 czekającego na pozostałe opóźnione kanonierki z 1. Dywizji. 6 kwietnia naprawiony silnik zepsuł się ponownie, podczas próby szybkości. Do 1 maja silnik był ponownie sprawny i 6 maja PGM-3 odpłynął z Espiritu Santo w kierunku Guadalcanalu, płynąc jako część Task Unit 35.1.8 pod dowództwem komandora Waita, zaokrętowanego na transportowcu SS „Mormachawk”. Przybywając 9 maja do Lunga Point na Guadalcanalu, PGM-3 popłynął dalej do Zatoki Purvisa na wyspach Floryda, obecnie znanych jako Nggela. Do 23 maja PGM-3 stacjonował w różnych miejscach na wyspach Floryda. Dziennik pokładowy okrętu twierdzi, że w tym czasie PGM-2, PGM-4 i PGM-6 cumowały kilka razy obok PGM-3.
23 maja PGM-3 wypłynął z Tulagi w rejs do Rendovy, przypływając następnego dnia i cumując w Bazie Kutrów Torpedowych nr 11. Dziennik pokładowy mówi, że podczas swojego pobytu na Rednovie okręt kilkukrotnie cumował obok PGM-2, PGM-4 i PGM-6. 7 czerwca PGM-3 wyruszył na rejs na wyspy Treasury, przybywając tam jeszcze tego samego dnia. Od 7 czerwca 1944 r. do 24 lutego 1945 r. za bazę macierzystą PGM-3 służyła Baza Kutrów Torpedowych nr 9.

### Służba w Bazie Kutrów Torpedowych nr 9 na wyspach Treasury
W czerwcu PGM-3 wykonał cztery dwudniowe patrole południowo-wschodniego wybrzeża Bougainville i Cieśniny Bougainville, współpracując z PGM-1, PGM-5, PGM-6, PGM-8, LCI-61 i samolotami PBY. W nocy były to patrole przeciwko barkom, a za dnia przeciwko minom morskim. Okręt ostrzelał wiele celów na wybrzeżu i zniszczył dwie miny ogniem artyleryjskim.
27 czerwca PGM-3 wypłynął z Bazy Kutrów Torpedowych nr 9 w towarzystwie PGM-1. Ich celem było Carter City na wyspie Floryda. Po przybyciu, kanonierka została zacumowana obok PGM-2. W Carter City PGM-3 został poddany naprawom i przebudowie; zamontowano na nim sonar i działo kal. 76,2 mm L/50. 26 lipca PGM-3 został zacumowany obok PGM-6. Kanonierka powróciła do bazy na wyspach Treasury dzień później.
W sierpniu i wrześniu PGM-3 wziął udział w trzech dużych patrolach przeciwko barkom wzdłuż zachodniego wybrzeża Nowej Irlandii. 1 sierpnia o godzinie 5:50 PGM-3 opuścił Bazę Kutrów Torpedowych nr 9 i w towarzystwie PGM-1 i PGM-2 przybył na miejsce patrolu o godzinie 1:15 następnego dnia. Kanonierki współpracowały z samolotem PBY. 4 sierpnia okręty przybyły do Wysuniętej Bazy Kutrów Torpedowych na wyspie Emirau i pobrały wodę oraz paliwo w Zatoce Hamburskiej. 8 sierpnia PGM-2 i PGM-3 wypłynęły w drogę powrotną na wyspy Treasury. 27 sierpnia PGM-3 w towarzystwie PGM-5 i PGM-8 wypłynął z Bazy Kutrów Torpedowych nr 9 w celu patrolowania rejonu o nazwie „Uncle” (wujek), w pobliżu południowo-zachodniego brzegu Nowej Irlandii. 30 sierpnia kanonierki przybyły do Bazy Kutrów Torpedowych nr 7 na wyspach Green i 2 września kontynuowały patrol. W trakcie tego patrolu kanonierki współpracowały z czterema myśliwcami Vought F4U Corsair i kutrami torpedowymi z Green Islands. Rankiem 5 września okręty rozpoczęły rejs powrotny do swojej bazy. 19 sierpnia o godzinie 2:59 PGM-3, PGM-5 i PGM-6 wypłynęły z bazy na kolejny patrol przeciwko barkom wzdłuż wybrzeża Nowej Irlandii, przybywając na miejsce jeszcze tego samego dnia o godzinie 23:53. 21 sierpnia po południu okręty patrolowały rejon 30 mil na północny zachód od wysp Księcia Yorku, a wieczorem ponownie patrolowały rejon wzdłuż zachodniego wybrzeża Nowej Irlandii, współpracując z wodnosamolotem PBY o kodzie wywoławczym „Charcoal”. Charcoal zrzucił bomby na kanał dla barek w pobliżu plantacji Matakan, wzniecając kilka pożarów, które trwały około 10 minut. 47 minut po północy PGM-3 wystrzelił serię pocisków smugowych kal. 12,7 mm w kierunku plantacji Makatan, żeby wskazać samolotowi cel. Charcoal zrzucił flary w celu oświetlenia celu i kanonierki ostrzelały plantację Makatan na długości dwóch mil wzdłuż wybrzeża. Okręty opuściły rejon patrolu rankiem 22 września i skierowały się w stronę Bazy Kutrów Torpedowych nr 7 na wyspach Green.
W czasie pobytu na wyspach Green, kanonierki otrzymały rozkaz przechwycenia okrętu sanitarnego USS „Samaritan”, który został uszkodzony przez minę. Okręt szpitalny był przewodnikiem formacji składającej się z okrętów USS „Osmus”, USS „Whitehurst”, USS „Algorma” i SS „Poleu Laut”. PGM-3, PGM-5 i PGM-6 wyruszyły 24 września o godzinie 14:37, obierając kurs 258° o godzinie 14:50 i zmieniając go na kurs 109° o godzinie 15:16. Następne podążały tym kursem aż do spotkania z USS „Samritan”, które nastąpiło o godzinie 11:22 następnego dnia. Okręt szpitalny podążał wtedy kursem 127°. Kanonierki służyły rozpoznaniem dla konwoju do godziny 17:00 dnia 26 września, kiedy to zostały odwołane z zadania. Następnie okręty skierowały się w stronę Tulagi na wyspach Floryda, dopływając tam następnego dnia. 29 września PGM-3 w towarzystwie PGM-5 i PGM-6 wypłynął z Govanna Inlet na wyspie Floryda i następnego dnia zacumował w Bazie Kutrów Torpedowych nr 9 na Treasury.
Dzień po powrocie do bazy PGM-3, razem z PGM-6 i PGM-8, ponownie wyruszył na patrol rejonu „Uncle” w pobliżu południowo-zachodniego brzegu Nowej Irlandii. Okręty przybyły w pobliże Huru Point 2 października o godzinie 19:30. Samolot PBY zrzucał flary wzdłuż wybrzeża, w celu oświetlenia ewentualnych celów. Następnie samolot zbombardował chatę na plaży, w pobliżu plantacji Makatan, a PGM-3 ostrzelał teren wokół chaty ze swojego moździerza kal. 60 mm. O godzinie 1:06 PBY oświetlił załadowaną barkę, około 1500 jardów od Huru Point. Kanonierki PGM i kutry PT przybyły na miejsce pół godziny później i rozpoczęły walkę z barką. Kutry PT trafiły kilka razy, lecz również kanonierki prowadziły celny ogień ze swoich dział kal. 76,2 mm i 40 mm. Barka została zatopiona podczas tego 20-minutowego ataku. Po zakończeniu patrolu następnej nocy, rano 5 października kanonierki PGM skierowały się w stronę Bazy Kutrów Torpedowych nr 7 na wyspach Green. Po czterodniowym odpoczynku, 9 października kanonierki ponownie wypłynęły na patrol. Pod koniec dnia 11 października, okręty współpracowały z samolotem PBY o kodzie wywoławczym „Tarbaby”. O godzinie 5:00 dnia następnego kanonierki zakończyły swój patrol w pobliżu Tambaker Point, wracając do swojej bazy na Treasury 13 października o godzinie 6:52.
Przez ostatnie dwa tygodnie października, PGM-3 wykonywał zadania eskortowe, przeprowadzając dwa rejsu w tę i z powrotem do Finschhafen na Nowej Gwinei, za każdym razem wracając do bazy samotnie. Pierwszy rejs odbył się w dniach 14-19 października i kanonierka eskortowała statek handlowy SS „Marmacsea”. Podczas drugiego rejsu, trwającego od 24 do 29 października, PGM-3 eskortował statek SS „Wilfred Grenfell”.
W listopadzie i grudniu PGM-3 przeprowadził cztery patrole wzdłuż południowo-zachodniego i południowo-wschodniego wybrzeża Bougainville, cieśniny Bougainville i północnego brzegu wyspy Choiseul. Jeden z takich patroli kanonierka wykonała w towarzystwie dwóch kutrów PT o kodach wywoławczych „Gum King” i „Gum 131”, jeden samotnie, jeden razem z PGM-8 i jeden z PGM-2. Dodatkowo, okręt wykonał dwa krótkie rejsy na Przylądek Torokina, eskortując podczas drugiego rejsu, 10 grudnia, transportowiec USS „General W.F. Hase”.
25 grudnia o godzinie 21:59 PGM-3 razem z PGM-2 wyruszył na swój ostatni patrol wzdłuż zachodniego wybrzeża Nowej Irlandii. Okręty przybyły na miejsce przeznaczenia, 2 mile od Huru Point, następnego dnia o godzinie 19:32. O godzinie 2:00 29 grudnia kanonierki wciąż patrolowały, ponownie współpracując z samolotem PBY „Charcoal”. Charcoal bombardował plażę w pobliżu plantacji Chinese i oświetlał okolicę dla okrętów. PGM-3 ostrzelał plażę swoim działem nr 6 (kal. 40 mm). Niedługo później kanonierki były już w pobliżu plantacji Ulpatur, gdzie Charcoal zrzucił flarę i cztery bomby. Wcześnie rano kanonierki zakończyły patrol i obrały kurs na bazę na wyspach Green, gdzie dotarły o godzinie 15:20. Odpoczynek na wyspach Green zakończył się 1 stycznia 1945 r., kiedy okręty powróciły w rejon patrolu, przypływając do miejsca oddalonego o 5 mil od Huru Point o godzinie 21:45. 4 stycznia o godzinie 6:15 kanonierki opuściły patrol w pobliżu Huru Point, kierując się w stronę Treasury. Około północy PGM-3 i PGM-2 minęły się z PGM-1 i PGM-5, które płynęły w przeciwnym kierunku, w celu przeprowadzenia patrolu na tym samym obszarze, na którym poprzednio działały PGM-3 i PGM-2.
Ostatni patrol PGM-3 na Wyspach Salomona rozpoczął się 16 stycznia i zakończył dnia następnego. Patrol przeciwko barkom został przeprowadzony w rejonie o nazwie kodowej „Queen” (królowa), który znajdował się wzdłuż zachodniego wybrzeża Choiseul. Ponownie PGM-3 przydzielono do towarzystwa PGM-2. Na krótko przed dotarciem w rejon patrolu, PGM-3 zniszczył minę morską ogniem artyleryjskim. Następnego dnia o godzinie 6:25, nadleciały cztery Corsairy, by wziąć udział w bombardowaniu Kuku Point, po którym nastąpił ostrzał z kanonierek. Następnie PGM-3 ostrzelał jaskinię, w której zgłoszono koncentrację wojsk wroga. O 9:46 okręty przybyły do Sangigai, zacumowały i wyładowały zaopatrzenie dla Australijczyków. O 12:04 kanonierki były już w drodze powrotnej, przybijając do nabrzeża bazy na Treasury o godzinie 18:15.
W lutym kanonierki PGM z 1. Dywizji prowadziły ostatnie operacje w rejonie Wysp Salomona i przygotowywały się do przeniesienia na Filipiny. 2 lutego wymieniono główne silniki na PGM-3.

### Służba na Filipinach
Kanonierki z 1. Dywizji, PGM-1, PGM-2, PGM-3, PGM-4, PGM-5, PGM-6 i PGM-8 opuściły Treasury 24 lutego i skierowały się w stronę Hollandii na Nowej Gwinei. PGM-7, brakujący okręt 1. Dywizji, został parokrotnie uszkodzony w wyniku kolizji w lipcu poprzedniego roku i nigdy nie powrócił do służby. Okręty przybyły do Hollandii 28 lutego i zacumowały z Zatoce Challenger. 3 marca okręty wypłynęły z portu i dołączyły do konwoju płynącego na wyspę Leyte na Filipinach. PGM-3 zajął pozycję za rufą tendra USS „Anthedon”. Kanonierki służyły jako straż tylna konwoju i okręty ratunkowe, używając swoich radarów i sonarów. Okręty dotarły na Leyte 10 marca, a PGM-y zameldowały się w porcie San Pedro. Jak można się dowiedzieć z dziennika pokładowego, 13 marca o godzinie 18:33 PGM-3 został zacumowany obok PGM-4 w Bazie Kutrów Torpedowych nr 5 w cieśninie San Juanico. PGM-3 pozostał w tej bazie do 7 kwietnia.
7 kwietnia o godzinie 16:25, PGM-3 był w drodze z Bazy Kutrów Torpedowych nr 5, podążając za kilwaterem PGM-1 przez cieśninę San Juanico, do Zatoki Ormoc, gdzie przybił do nabrzeża o godzinie 7:00 następnego dnia. Na drugi dzień o 6:45 kanonierki wyruszyły na wyspę Camiguin. O 14:30 okręty zacumowały w doku w Mambajao na Camiguin, a o 17:45 wyruszyły na patrol Zatoki Macajalar na Mindanao. Kanonierki rozpoczęły patrol ok. 1 mili od Salay o godzinie 19:30 i kontynuowały blokadę brzegu Mindanao do rana następnego dnia, używając swoich radarów do wykrywania nieprzyjaciela. O 6:45 PGM-3 ostrzelał ujście rzeki Cagayan ze swoich dział kal. 76,2 mm i 40 mm. Okręty zakończyły patrol o 8:03 i skierowały się z powrotem na Camiguin. Po godzinnym postoju na Camiguin, okręty popłynęły do Iligan na Mindanao. O godzinie 19:10 kanonierki odbiły od nabrzeża w Iligan i powróciły w rejon patrolu. O 2:43, w odległości mili od ujścia rzeki Tagaloan, zauważono kilwater domniemanej torpedy, która przeszła tuż przed dziobem PGM-3. Inna torpeda przeszła pod PGM-1. 12 kwietnia o 5:20 okręty opuściły rejon patrolu i udały się do Zatoki Balingasag. O 7:04 do okrętów podszedł partyzancki jukung w celu przekazania czterech japońskich więźniów i przechwyconego wrogiego sprzętu. Następnie PGM-3 zmienił kurs i skierował się do Cebu. O 18:13 czterej Japończycy zostali przekazani na noc do więzienia wojskowego w Cebu. Pół godziny później okolica znalazła się pod japońskim ostrzałem, a kilka pocisków wybuchło w pobliżu PGM-3. Wszystkie okręty w porcie starały się wyjść na pełne morze w celu uniknięcia trafienia. Pociski, które spadły w pobliżu doków spowodowały liczne straty w ludziach. PGM-3 bezpiecznie udał się do drugiego portu w Cebu, gdzie zacumował na noc. Rano 13 kwietnia, japońscy więźniowie zostali wprowadzeni na pokład kanonierki przez policję wojskową i PGM-3 wypłynął, kierując się w stronę Zatoki Ormoc. Okręt przybył do zatoki na krótko przed południem tego samego dnia i policja wojskowa wyprowadziła jeńców na brzeg. Kanonierki opuściły Ormoc następnego dnia, 14 kwietnia, i wróciły do bazy o 13:13.
PGM-3 wyruszył z Bazy Kutrów Torpedowych nr 5 na swój drugi patrol na Filipinach 18 kwietnia, w towarzystwie PGM-1. Patrol ten był podobny do pierwszego, z postojami w Ormoc i Mambajao, a następnie patrole w rejonie Zatoki Macajalar. Po ostatnim patrolu okręty powróciły do bazy 25 kwietnia, zatrzymując się po drodze w Ormoc.
6 maja PGM-3 wypłynął samotnie z Bazy Kutrów Torpedowych nr 5, kierując się na wyspę Polillo, gdzie dotarł 8 maja o godzinie 8:12. Następnie na kanonierkę wsiadło dwóch oficerów i 11 żołnierzy armii filipińskiej i okręt wypłynął o 8:07 na patrol wschodniego brzegu Luzonu; towarzyszył mu PC-1123. Na godzinę przed południem PGM-3 otworzył ogień w kierunku plaży na Binangonan Point. O 13:50 PGM-3 zbliżył się do plaży w mieście Infanta w celu zabrania na pokład cywilnych ewakuantów. Oba okręty powróciły do portu na Polillo, gdzie cywile wysiedli na brzeg. Rano 10 maja statki wyruszyły na kolejny patrol wzdłuż wschodniego wybrzeża Luzonu. O 10:10 okręty przeprowadziły wymiatanie w kierunku północnym na Gabriel Point, a o 11:35 ostrzelały wrogi obóz w pobliżu rzeki Iloilo. O 14:10 obie jednostki zacumowały w Zatoce Dingalan w celu pobrania amunicji, po czym okręty skierowały się w stronę Casiguran Sound. W godzinach rannych 11 maja, PGM-3 i PC-1123 wyładowały na brzeg filipińskich partyzantów ok. 3 mile na południe od Calabgan. Następnie okręty skierowały się do portu Pollilo, gdzie o godzinie 15:40 zacumowały do pirsu. Rankiem następnego dnia kanonierki wyruszyły na kolejny patrol, przybywając w okolice Binangonan Point o 7:25 i rozpoczynając wymiatanie w kierunku północnym. O 9:45 PGM-3 ostrzelał okolice Port Real. W odpowiedzi w kierunku okrętu poleciały pociski z karabinów maszynowych i broni ręcznej. Rzekomo zostały zniszczone dwie japońskie statki-pułapki. Patrol został zakończony o 19:03 i okręty powróciły do Polillo. Dzień później PGM-3 razem z PC-1123, PC-476 i PGM-5 opuściły Polillo. O 8:05 ta mała flota dotarła do portu w Mauban i pozostała tam przez następne dwie godziny. Następnie okręty wyszły w morze w celu patrolu wybrzeża, co zajęło im resztę dnia. Następnie PGM-3 i PC-1123 udały się w drogę powrotną do bazy.
20 maja o 17:33, PGM-3 wypłynął z Bazy Kutrów Torpedowych nr 5 w towarzystwie PGM-6 w kierunku wyspy Polillo. Okręty przybyły tam 22 maja i zacumowały w porcie o 7:30. W nocy tego samego dnia okręt wyruszył na patrol Casiguaran Sound. O 21:35, kiedy okręty były w pobliżu Marcelino Point, PGM-6 wysadził na brzeg niewielki oddział. Kanonierki przybyły do Casiguaran Sound o 6:22 następnego dnia. Trzy godziny później okręty były w drodze, by odebrać zespół rozpoznawczy z okolic Colobgan. Z dodatkowymi ludźmi na pokładzie, PGM-3 i PGM-6 popłynęły w stronę wykrytego obozu wroga na południe od Dialongan. Po ostrzelaniu plaży, kanonierki kontynuowały patrol wzdłuż wybrzeża i o 15:50 weszły do Zatoki Dingalen. Następnie jednostki powróciły do Polillo, gdzie przybiły do nabrzeża o 19:36, 23 maja. Następnego dnia o 11:08 oba okręty wyruszyły na kolejny patrol wzdłuż wybrzeża Luzonu, wracając do Polillo o 21:40. Ostatni patrol wykonały 26 maja i następnego dnia wyruszyły z powrotem do Bazy Kutrów Torpedowych nr 5.
W czerwcu PGM-3 przebywał bezczynnie w Bazie Kutrów Torpedowych nr 5. Wg dziennika pokładowego, 25 czerwca wszystkie kanonierki z 1. Dywizji (PGM-1, PGM-2, PGM-3, PGM-4, PGM-5, PGM-6, i PGM-8) były zacumowane w bazie. 6 lipca PGM-3 wypłynął z bazy, kierując się do Bazy Kutrów Torpedowych nr 17 na południu wyspy Samar, wracając do San Juanico dwa dni później. 11 lipca okręt wykonał kolejny rejs do Bazy Kutrów Torpedowych nr 17 i pozostał tam do 26 lipca. 27 lipca PGM-3 wrócił do Bazy Kutrów Torpedowych nr 5 i pozostał tam do 4 sierpnia.
4 sierpnia o 11:51, PGM-3 był w drodze do miejsca rendez-vous z PGM-1, PGM-2, PGM-4 i PGM-6. Okręty te miały przeprowadzić misję w pobliżu Morotai. Po zgrupowaniu się, kanonierki wyruszyły o 13:17, z PGM-4 jako okrętem flagowym. 6 sierpnia flotylla przybyła do Morotai i zacumowała w porcie na południu wyspy. Cztery dni później okręty wyruszyły do Bazy Kutrów Torpedowych nr 17 na Samar, gdzie przybyły 14 sierpnia. Dzień później PGM-3 powrócił do Bazy Kutrów Torpedowych nr 5, gdzie pozostał do 5 września.

### Okinawa
5 września o 7:40, kanonierki z 1. Dywizji wypłynęły ze swojej bazy na Filipinach, w kierunku Zatoki Bucknera na Okinawie, przybywając tam jeszcze tego samego dnia. 9 września o 14:15 PGM-3 przepłynął przez sieci przeciwtorpedowe w Zatoce Bucknera i o 15:07 zacumował do pomostu nr 150. Przez kolejne kilka tygodni okręt często zmieniał miejsce swojego cumowania i 16 września o 12:40 kanonierka zacumowała obok SC-760 w Minesweep Dock, Section Base, Katchin Hanto. W następnym wpisie z dziennika pokładowego tego dnia, pod nazwą „godziny od 1600 do 2000”, zapisano, że wskazania barometru szybko spadały i zbliżał się tajfun. Następnie pod nagłówkiem „godziny 2000 do 2400”: „barometr spada szybko, tajfun gwałtownie rośnie”. Następnego dnia okręt pozostał zacumowany obok SC-760, ale o tajfunie nic nie wspomniano.

### Służba w Szanghaju
PGM-3 pozostał w Zatoce Bucknera do 25 sierpnia, kiedy wypłynął do zatoki Hagushi na Okinawie, gdzie przybył tego samego dnia. Następnego dnia okręt pobrał paliwo i wodę jako przygotowanie do podróży do Szanghaju. 28 sierpnia o 12:56 kanonierka wypłynęła z Hagushi w towarzystwie LCI Group 65, zgodnie z rozkazem dowódcy LCI Flotilla 15. Dwa dni później PGM-3 zacumowała w 22 fathomach wody w wejściu do rzeki Jangcy. Półtorej godziny później kanonierka popłynęła w stronę cumowiska objętego kwarantanną, wewnątrz rzeki. Następnego dnia okręt przeniósł się do cumowiska w głównym nurcie rzeki, za Blockhouse Island i został zacumowany obok SS „Claus Spreckles” i USS „Robinson”. 3 października wypłynął do Nippon Yūsen Kaisha na nabrzeżu Pootung na rzece Huangpu Jiang, gdzie zacumował obok PGM-5. PGM-3 pozostał w Szanghaju do 5 listopada, kilka razy zmieniając miejsce cumowania, przenosząc się do suchego doku 25 października i wychodząc z niego 2 listopada. Dziennik pokładowy melduje o obecności w Szanghaju w tym czasie PGM-2, PGM-4 i PGM-5.
5 listopada PGM-3 wypłynął z Nippon Yūsen Kaisha i skierował się na rzekę Jangcy, gdzie zacumował na chwilę obok USS „Robinson”, następnie popłynął do kotwicowiska trzy mile na zachód od Chung Poasha. Z tej pozycji okręt obserwował trałujące japońskie okręty i pod koniec dnia wrócił, żeby zacumować na noc obok USS „Robinson”. Następnego dnia załoga kanonierki ponownie mogła przyglądać się japońskim trałowcom, tym razem z pozycji na dwie mile na zachód od Middle Island, ponownie wracając na noc do cumowiska na Blockhouse Island. 7 listopada o 6:30 PGM-3 był na rzece, pływając za trałowcami na różnych kursach, zachowując odległość 1000 jardów od ich ruf i wrócił do USS „Robinson” na noc. Następnego dnia okręt był zaangażowany w to samo zadanie i został z niego zwolniony 9 listopada o 8:15. 10 listopada jednostka powróciła do Szanghaju, a następnego dnia rozpoczęła służbę jako jednostka asekuracyjna dla trałowców i wróciła na noc do cumowiska na Blockhouse Island. 12 listopada PGM-3 zakończył swoje zadanie jako jednostka asekuracyjna i wrócił do Szanghaju o 16:42, cumując obok PGM-1 przy nabrzeżu Old NingPo. Kanonierka pozostała w Szanghaju do 27 listopada, kiedy to wyruszyła z powrotem na Filipiny.

### Powrót na Filipiny
27 listopada o 6:42, PGM-3 wypłynął z Szanghaju w towarzystwie PGM-1, PGM-3, PGM-5 i PGM-6, w drogę do Subic Bay na Filipinach. O 14:18 kanonierki zacumowały przy boi u ujścia Jangcy, oczekując na przybycie USS „Kenneth M. Willett”. Następnego dnia wszystkie sześć okrętów wyruszyło do Subic Bay. 29 listopada o 12:50 PGM-3 i AlPac 297 zrzuciły do głębokiej na 1466 fathomów wody całą swoją odsłoniętą amunicję. Konwój wpłynął do Subic Bay 2 grudnia o 14:40. Następnego dnia PGM-3 zacumował w Alva Docks, Naval Base, Olongapo i  pozostał tam do końca swojej służby, 12 stycznia 1946 roku.
Cała załoga poza pięcioma osobami dostała przepustki na brzeg w Repair Base, Navy 3002 19 grudnia. 11 stycznia o 10:30 kap. Alston Ramsey, UNS, wszedł na pokład z inspekcją poprzedzającą wycofanie ze służby. 12 stycznia o 14:00 PGM-3 został oficjalnie wycofany ze służby. Wpis w dzienniku pokładowym tego dnia był podpisany przez chor. A.C. Cordesa, USNR.

## Załoga

### Oficerowie USS SC-1035 i PGM-3
Gazaway Lamar Crittenden, mł. por., D-V(G), USNR, zameldowany na pokładzie 17 maja 1943 roku jako dowódca, zastąpiony 30 października 1944 roku, jako por., przez Josepha O. Edwardsa i przeniesiony do Naval Training Centre w Miami;
Robert W. Goggin, chor., zameldowany na pokładzie 17 maja 1943 roku jako oficer wykonawczy, data odwołania nieznana;
Kenneth L. Sturges, chor., zameldowany na pokładzie 17 maja 1943 roku jako trzeci oficer, data odwołania nieznana;
Albert H.T. Banzhaf, chor., D-V(G), USNR, zameldowany na pokładzie 5 czerwca 1943 roku jako trzeci oficer, zastąpiony 30 października 1944 roku, jako mł. por., przez Paula K. Hawkinsa i przeniesiony do Naval Training Centre w Miami;
Joseph Orr Edwards, zameldowany na pokładzie 21 września 1943 roku, w styczniu 1944 roku w dzienniku pokładowym jest wymieniony jako mł. por., D-V(G), USNR, a 30 października 1944 roku, jako por., został dowódcą okrętu. Został zastąpiony 17 kwietnia 1945 roku przez Waltera G. Simona;
Paul Kenneth Hawkins, chor., (D), USNR, zameldowany na pokładzie 13 października 1944 roku jako trzeci oficer, zastąpiony 20 czerwca 1945 roku przez Paula C. Gregga;
Ralph E. Gintz, mł. por., zameldowany na pokładzie na tymczasową służbę 30 października 1944 roku jako oficer wykonawczy, zastępując Josepha O. Edwardsa, data odwołania nieznana;
William Fergus Feely, chor., (D), USNR, zameldowany na pokładzie 10 listopada 1944 roku jako oficer wykonawczy, zastępując Ralpha E. Gintza, 26 grudnia 1944 roku, jako mł. por., został dowódcą okrętu zastępując Waltera Simona, data odwołania nieznana, lecz podpisał on dziennik pokładowy okrętu na dzień przed wycofaniem ze służby;
Walter G. Simon, mł. por., (D), USNR, zameldowany na pokładzie 17 kwietnia 1945 roku jako dowódca, zastąpiony 26 grudnia 1945 roku, jako por., przez Williama Feely'ego;
Charles E. Thorney Jr., (DE), USNR, zameldowany na pokładzie na tymczasową służbę 5 kwietnia 1945 roku, odwołany 25 kwietnia 1945 roku;
Charles C. Gregg, chor., (DL), USNR, zameldowany na pokładzie 18 czerwca 1945 roku jako trzeci oficer (oficer uzbrojenia i zapasów), odwołany 28 grudnia 1945 roku, jako chor., bez następcy;
Alexander C. Cordes, chor., USNR, zameldowany na pokładzie 17 listopada 1945 roku, obowiązki nieznane, w grudniu 1945 roku w dzienniku pokładowym jest wymieniony jako oficer wykonawczy, podpisał ostatnią stronę dziennika z 12 stycznia 1946 roku, A.C. Cordes, Ens., USNR.

### Załoga PGM-3
Po imieniu i nazwisku członka załogi następuje data jego zameldowania na pokładzie, data jego odwołania i stopień w momencie odwołania. Ostatni spis członków załogi okrętu datowany jest na 1 stycznia 1946 r. Daty odwołań załogi po tym czasie są zapisane w dzienniku pokładowym okrętu i zamieszczone poniżej. Jednak paru marynarzy ze spisu z 1 stycznia nie ma zamieszczonej daty odwołania w dzienniku pokładowym. Przy ich dacie odwołania zapisano poniżej „po 1 stycznia 46”. Lista poniżej nie zawiera marynarzy, którzy zostali odwołani przed 23 stycznia 1944 roku, czyli dniem, w którym PGM-3 wyruszył z Kalifornii na Południowy Pacyfik. Rozwinięcia skrótów rang można sprawdzić np. tu (cyfra oznacza klasę, np. BM1c to Boatswain's Mate 1st class).
Dale Clifford Axtell, 6 września 1943 do 13 października 1945 r., BM1c;
David Ray Bates, 12 grudnia 1945 do po 1 stycznia 1946 r., S1c(SM);
Reynold Edgar Beltz, 14 września 1945 do 5 grudnia 1945 r., MoMM2c;
LeRoy Bradley, 9 lutego 1944 do 18 maja 1944 r., StM1c;
Carl Anderson Bunner, 31 grudnia 1943 do 19 lipca 1945 r., QM2c;
William Sederous Butler Jr., 4 września 1943 do 25 grudnia 1945 r., MoMM1c;
William Earl Demaree, 17 września 1944 do 16 stycznia 1945 r., MoMM3c;
George Joseph Dowd, 26 maja 1943 do 24 sierpnia 1944 r., RM1c;
Domer M. Fisher, 25 sierpnia 1944 do 10 lipca 1945 r., GM3c;
Frank Adolph Frandeen, 6 stycznia 1945 do 5 października 1945 r., MoMM1c;
Richard Emmitt Gage, 21 października 1945 do po 1 stycznia 1946 r., S1c;
Cornelius Earl Greenlaw Jr., 25 kwietnia 1944 do 2 listopada 1945 r., SM3c;
Homer Reynolds Harding, 22 lutego 1945 do 5 października 1945 r., sternik;
Frederick Benjamin Hartsfield, 31 grudnia 1943 do 10 listopada 1944 r., GM3c;
Donald LeRoy Johnson, 17 maja 1943 do 21 października 1944 r., BM1c;
Robert Warren Joy, 3 stycznia 1944 do 12 lutego 1944 r., F1c;
Earl Joseph Keller, 30 października 1944 do 16 sierpnia 1945 r., SC3c;
Berlon Wise Kemp, 21 października 1945 do po 1 stycznia 1946 r., SC3c;
Columbus Carson Kennedy Jr., 19 stycznia 1945 do 27 czerwca 1945 r., F1c;
William Bryan Kilpatrick, 5 czerwca 1943 do 21 października 1944 r., QM2c;
George Edward Kious, 17 maja 1943 do 24 sierpnia 1944 r., MoMM1c;
William A. Knight, 26 sierpnia 1944 do 12 stycznia 1946 r., sternik;
Robert Raymond Kowalczyk, 6 stycznia 1945 do 15 grudnia 1945 r., EM3c;
Jerome Frederick Kraut, 12 grudnia 1945 do po 1 stycznia 1946 r., MoMM3c;
George Walter Lacy, 17 maja 1943 do 21 października 1944 r., Y1c;
Howard Floyd La Favre, 23 października 1944 do 12 stycznia 1946 r., S1c(QM);
Dondald Oliver La Plant, 10 listopada 1943 do 13 października 1945 r., SC1c;
Olaf Harold Lindstrom Jr., 17 maja 1943 do 25 sierpnia 1944 r., EM1c;
Don J. Lowe, 9 listopada 1944 do 27 czerwca 1945 r., S1c;
Roy McGahan Jr., 17 września 1945 do po 1 stycznia 1946 r., BM1c(T);
Mike Nick Milkosky, 17 maja 1943 do 6 stycznia 1945 r., MoMM1c;
Arthur Albert Mitchell, 7 września 1943 do 26 grudnia 1945 r., RM1c;
Emmett Abraham Moore Jr., 4 września 1943 do 10 stycznia 1946 r., MoMM2c;
William Oliver Norton, 9 lutego 1944 do 12 lutego 1944 r., S1c;
Kenneth Omer Peak Jr., 9 lutego 1944 do 12 stycznia 1946 r., MoMM3c;
Thomas Eugene Pike, 31 grudnia 1943 do 20 grudnia 1945 r., PhM1c;
Henry Joseph Rasmussen, 17 maja 1943 do 15 września 1944 r., MoMM1c;
John Everett Reuter, 2 listopada 1945 do 15 listopada 1945 r., CBM;
Russell Charles Richard, 12 grudnia 1945 do po 1 stycznia 1946 r., StM2c;
William Warren Robinson, 17 września 1944 do 12 stycznia 1946 r., GM3c;
Francis Lionel Russell, 3 stycznia 1944 do 15 listopada 1945 r., MoMM2c;
Wilbur Franklin Sink, 17 maja 1943 do 25 grudnia 1945 r., EM2c;
Metro Skiratko Jr., 17 maja 1943 do 25 grudnia 1945 r., GM1c;
Robert Francis Sullivan, 17 maja 1943 do 25 grudnia 1945 r., GM2c;
J. L. Tarrant, 17 maja 1943 do 7 lutego 1944 r. oraz od 12 września 1944 do 16 sierpnia 1945 r., St3c;
James Robert Taylor, 21 października 1945 do 17 grudnia 1945 r., SM3c;
Donald Joseph Thomas, 5 czerwca 1943 do 29 października 1945 r., sternik;
Robert Joseph Trauscht, 15 listopada 1945 do po 1 stycznia 1946 r., GM3c;
Elbert Derrell Tucker, 10 lipca 1945 do po 1 stycznia 1946 r., GM3c;
Albert H. Virostko, 25 kwietnia 1945 do po 1 stycznia 1946 r., Y2c;
Robert Allen Waugaman Jr., 17 maja 1943 do 17 grudnia 1945 r., RdM2c;
Richard James Wisswell, 5 czerwca 1943 do 23 stycznia 1945 r., GM3c;
Ruben Zavala, 14 września 1945 do 13 października 1945 r., sternik;
Adolph J. Zlabis, 17 maja 1943 do 27 kwietnia 1944 r., SM2c;